# Трамонти ди Сото
Трамонти ди Сото (итал. Tramonti di Sotto) је насеље у Италији у округу Порденоне, региону Фурланија-Јулијска крајина.
Према процени из 2011. у насељу је живело 198 становника. Насеље се налази на надморској висини од 370 м.

## Становништво
Према резултатима пописа становништва 2011. у општини је живело 410 становника.
| 1931. | 1936. | 1951. | 1961. | 1971. | 1981. | 1991. | 2001. | 2011. |
| ----- | ----- | ----- | ----- | ----- | ----- | ----- | ----- | ----- |
| 2.434 | 2.019 | 1.952 | 1.371 | 760   | 679   | 544   | 440   | 410   |